# Nikolai Balboshin
Nikolai Balboshin (Potsdam, Alemania, 8 de junio de 1949) es un deportista soviético de origen alemán retirado especialista en lucha grecorromana donde llegó a ser campeón olímpico en Montreal 1976.

## Carrera deportiva
En los Juegos Olímpicos de 1976 celebrados en Montreal ganó la medalla de oro en lucha grecorromana de pesos de hasta 100 kg, por delante del luchador búlgaro Kamen Goranov (plata) y del polaco Andrzej Skrzydlewski (bronce).